# Skin – Schrei nach Gerechtigkeit
Skin – Schrei nach Gerechtigkeit (Alternativtitel: In schwarzer Haut – Eine wahre Geschichte, auch: Skin – In schwarzer Haut, Originaltitel: Skin) ist ein biographisches Filmdrama über Sandra Laing, eine südafrikanische Frau, die von burischen Eltern stammt, aber wegen genetischer Anteile der Eltern wie eine „Coloured“ aussieht und in der Zeit der Apartheid in Südafrika um ihre Identität ringen muss.

## Handlung
Der Film begleitet die Protagonistin von einer relativ unbeschwerten Kindheit in den 1960er Jahren bis zum Ende der Apartheid.
Mit ihrer Einschulung und der Ablehnung durch die Lehrer und die Eltern von Mitschülern beginnt der Kampf ihres sturen Vaters um den Status seiner Tochter als Weiße. Der Vater, ein ländlicher Ladenbesitzer, lebt einen ihm völlig selbstverständlichen Rassismus im Umgang mit anderen aus, will aber um jeden Preis, dass alle seine Kinder als Weiße akzeptiert werden, und erzwingt dies letztendlich formal durch alle Instanzen. Als er jedoch Sandras Verbindung mit burischen Heiratskandidaten vorantreiben will, eskaliert ihre Identitätskrise, da sie überdeutlich zu spüren bekommt, dass sie nie als „vollwertige“ Weiße akzeptiert werden wird.
Sie verliebt sich schließlich heimlich in einen Schwarzen und erwartet ein Kind von ihm. Damit führt sie den Kampf des Vaters um ihren Status ad absurdum, was dieser jahrzehntelang nicht verwinden kann. Es kommt zum Bruch Sandras mit ihrer Familie und zu Bitterkeit zwischen ihren Eltern, da die Mutter sie bedingungslos liebt, der Vater aber jeden weiteren Kontakt verhindert.
Das Zusammenleben mit ihrem Mann ist nach den Gesetzen der Apartheid ein Verbrechen und ihre freiwillige Klassifizierung als Schwarze, was Voraussetzung für eine Eheschließung wäre, scheitert an bürokratischen Hürden.
Im Leben mit den schwarzen Verwandten ihres Mannes scheint sie trotz schwierigster Verhältnisse vorübergehend Familienglück und Geborgenheit zu finden. Doch die andauernde Ungerechtigkeit und Gewalt der weißen Oberschicht zermürbt ihren Mann, der schließlich wie ihr Vater in Verbitterung versinkt und gewalttätig wird.
Sie flieht mit ihren Kindern nach Johannesburg und erarbeitet sich und ihren Kindern als Schwarze ein bescheidenes Leben in Würde. Sie sucht immer wieder nach ihrer Mutter, doch eine Versöhnung wird erst nach dem Tode des Vaters und dem Ende der Apartheid möglich.

## Kritiken
Peter Bradshaw betrachtet den Film 2009 in seiner Rezension in der britischen Tageszeitung The Guardian als ein intelligentes Drama und lobt die schauspielerischen Leistungen von Sophie Okonedo, Sam Neill und Alice Krige („This quietly intelligent drama, based on a true story, finds a new way of dramatising race, class and society in apartheid-era South Africa, and it boasts fine performances by Sophie Okonedo, Sam Neill and Alice Krige“).
Robert McKay schreibt dagegen 2010 in seiner Kritik in der Johannesburger Ausgabe der Sunday Times, der Film stelle die Apartheid zwar aus einem erfrischend persönlichen – im Gegensatz zu einem rein politischen – Blickwinkel dar, kritisiert jedoch, der Film gehe dabei nicht wirklich tief genug, um zu einem weiterführenden Verständnis der gespaltenen Identität im gemischtrassigen Südafrika beizusteuern („It’s a refreshingly personal – as opposed to purely political – perspective on apartheid, but the film doesn’t really dig deep enough to add anything to our understanding of the splintered identity of multiracial SA.“). Die darstellerische Leistung von Sophie Okonedo ist aus seiner Sicht nicht authentisch genug; er lobt jedoch den schauspielerischen Auftritt von Alice Krige und Tony Kgoroge.

## Synchronisation
Die deutsche Synchronisation wurde von Interopa Film in Berlin unter der Regie von Christoph Cierpka durchgeführt, der auch das Dialogbuch verfasste.
| Darsteller         | Synchronstimme             | Rolle                  |
| ------------------ | -------------------------- | ---------------------- |
| Sophie Okonedo     | Dela Gakpo                 | Sandra Laing           |
| Sam Neill          | Wolfgang Condrus           | Abraham Laing          |
| Khalem Willet      | Minh Tan Phan              | Adriaan Laing          |
| Morne Visser       | Klaus-Peter Grap           | Dr. Sparks             |
| Lauren Das Neves   | Paulina-Sara Ociepka       | Elize                  |
| Terri Ann Eckstein | Stella Hilb                | Elsie Laing (19 Jahre) |
| Kate-Lyn Von Meyer | Isabella-Lara Ociepka      | Elsie Laing (9 Jahre)  |
| Bongani Masondo    | Hannes Sell                | Henry Laing (20 Jahre) |
| Nomhlé Nkyonyeni   | Marianne Lutz              | Jenny Zwane            |
| Cobus Venter       | Sascha Rotermund           | Johann                 |
| Hannes Brummer     | Patrick Baehr              | Leon Laing             |
| Nicole Holme       | Andrea Solter              | Miss Ludik             |
| Onida Cowan        | Denise Gorzelanny          | Miss Van Uys           |
| Faniswa Yisa       | Sanam Afrashteh            | Nora                   |
| Tony Kgoroge       | Robert Glatzeder           | Petrus Zwane           |
| Carel Trichardt    | Gerd Holtenau              | Richter                |
| Gordon Van Rooyen  | Friedrich Georg Beckhaus   | Richter Galgut         |
| Ella Ramangwane    | Marie Christin Morgenstern | Sandra (als Kind)      |
| Alice Krige        | Arianne Borbach            | Sannie Laing           |
| Tumi Morake        | Ulrike Völger              | Thembi                 |
| Jonathan Pienaar   | Oliver Stritzel            | Van Niekerk            |
| Danny Keogh        | Ernst Meincke              | Van Tonder             |